# Glossolepis
Glossolepis es un género de peces actinopterigios de agua dulce que habitan ríos y aguas estancadas en las selvas tropicales de Australia y algunas islas cercanas de Oceanía.

## Especies
Existen 9 especies reconocidas en este género en la actualidad:
- Glossolepis dorityi G. R. Allen, 2001
- Glossolepis incisus M. C. W. Weber, 1907
- Glossolepis kabia (Herre, 1935)
- Glossolepis leggetti G. R. Allen & Renyaan, 1998
- Glossolepis maculosus G. R. Allen, 1981
- Glossolepis multisquamata (M. C. W. Weber & de Beaufort, 1922)
- Glossolepis pseudoincisus G. R. Allen & N. J. Cross, 1980
- Glossolepis ramuensis G. R. Allen, 1985
- Glossolepis wanamensis G. R. Allen & Kailola, 1979